# Бронепробивність

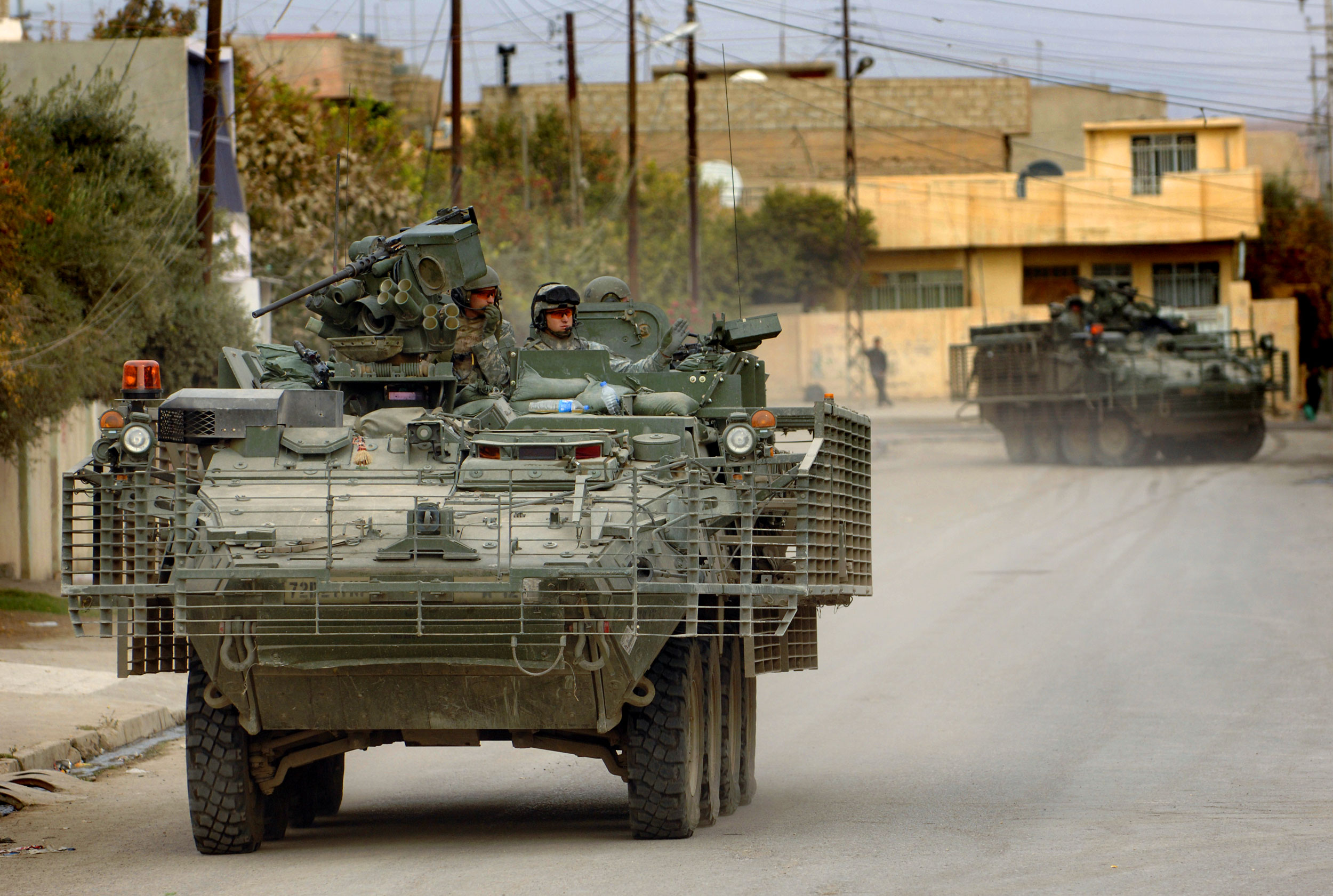
Бронетранспортер M1126 ICV 172-ї бригадної бойової групи «Страйкер», оснащений навісною екранованою бронею для збільшення бронепробивності, у конвої. Битва за Мосул, Ірак. 20 листопада 2005

Бронепробивність — у військовій справі — максимальна товщина пробиття в міліметрах бронебійним каліберним або підкаліберним снарядами, кумулятивними снарядами ствольної артилерії або ракетними снарядами, або різними типами мін, авіаційних бомб, та інших снарядів, що використовують кумулятивний ефект або ефект ударного ядра однорідної сталевої перешкоди (броньовий гомогенної катаної сталі).

## Зміст
Товщина пробиття броні не має практичного значення без збереження снарядом, кумулятивним струменем, ударним ядром залишкової заброньової (заперешкодної дії). Після пробиття броні в заброньовий простір за різними способами оцінки бронепробивності, повинні вийти цілі снаряди, сердечники, ударні ядра, або зруйновані фрагменти цих снарядів або сердечників, фрагменти кумулятивного струменя або ударного ядра.
Процес розрахунку бронепробивності дуже складний, неоднозначний і залежить від багатьох факторів. Серед них товщина броні, пробивність снаряда, пробивність гармати, кут нахилу броньованого листа тощо. Розрахувати ймовірність пробиття броні, а тим більше точну кількість шкоди, що буде завдана, самостійно практично неможливо. Також існують ймовірності промаху і рикошету, які закладені програмно.
Завдання пробивання перешкод у військовій техніці не обмежуються прибиванням металевої броні, але також полягають у пробитті різними типами снарядів (наприклад бетонобійними) перепон з інших конструкційних і будівельних матеріалів. Наприклад, звичайними перешкодами є ґрунти (звичайні та мерзлі), піски з різним вмістом води, суглинки, вапняки, граніти, дерево, цегляна кладка, бетон, залізобетон. Для розрахунків пробивності (глибини проникнення в перешкоду снаряда) використовуються різні емпіричні формули глибини проникнення снарядів у перешкоду.